# Tubulipora anderssoni
Tubulipora anderssoni is een mosdiertjessoort uit de familie van de Tubuliporidae. De wetenschappelijke naam van de soort is voor het eerst geldig gepubliceerd in 1926 door Borg.